# Attignéville
Attignéville – miejscowość i gmina we Francji, w regionie Grand Est, w departamencie Wogezy.
Według danych na rok 1990 gminę zamieszkiwały 252 osoby, a gęstość zaludnienia wynosiła 17 osób/km² (wśród 2335 gmin Lotaryngii Attignéville plasuje się na 795. miejscu pod względem liczby ludności, natomiast pod względem powierzchni na miejscu 347.).